# Mariana Cope

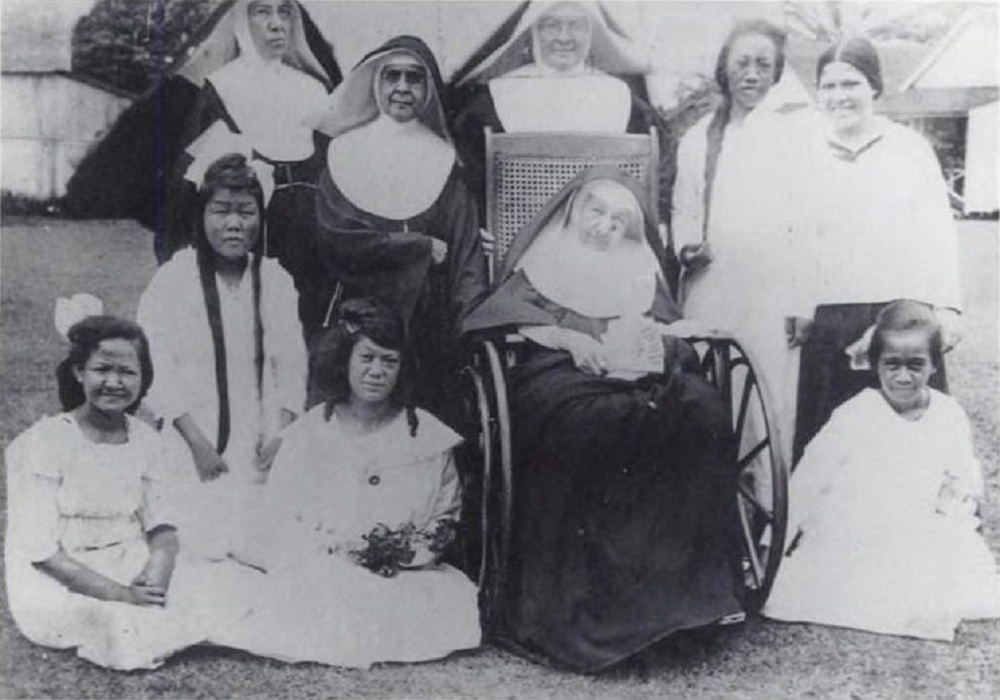
La Madre Mariana (en silla de ruedas) días antes de su muerte.

Santa Mariana Cope, O.S.F., también llamada Mariana de Molokai (Heppenheim, Gran Ducado de Hesse, 23 de enero de 1838-Kalaupapa, Molokai, territorio de Hawái, 9 de agosto de 1918), fue una religiosa franciscana terciaria.
Su familia emigró en 1839 a los Estados Unidos, donde se establecieron en la ciudad de Utica, donde permanecieron toda su vida. Estudió allí en una escuela católica. Después de trabajar en una fábrica doce años para ayudar a la familia, debido a la debilidad del padre, entró a las Hermanas de la Tercera Orden Franciscana, con sede en la ciudad de Siracusa, en el norte del Nueva York. Profesada en 1860, elegida Superiora General de la Congregación en 1873, ese mismo año fue llamada a Honolulu por el Rey de Hawái para cuidar del gran número de leprosos en el Reino. Mariana respondó "No tengo miedo de cualquier enfermedad; entonces, sería mi mejor alegría en cuidar a los leprosos abandonados". En 1888, se trasladó a la isla de Molokaʻi, donde se ubicaba el asilo para leprosos de Kalaupapa, para asistir a San Damián de Veuster, SS.CC., en sus últimos meses de vida y para seguir con sus trabajos en cuidar a los leprosos.
En 1885, recibió la condecoración de Dama Compañera de la Real Orden de Kapiʻolani por sus servicios, de manos del rey Kalākaua.
Apoyó la construcción de la iglesia de Santa Filomena y del colegio católico de San Francisco de Asís. Fundó una lavandería para las leprosas y formó un coro para las iglesias. Exigió, a gritos, comida y medicamentos para los leprosos. Tras la muerte de Veuster en 1889, Cope fue llamada a Honolulu para que regresara a Siracusa, pero ella se negó y decidió establecer su residencia en Kalaupapa, donde murió.
La beata es canonizada el 21 de octubre de 2012 por el papa Benedicto XVI, el mismo pontífice que la beatificó.

## Distinciones honoríficas
- Dama Compañera de la Real Orden de Kapiʻolani (Reino de Hawái, 9 de noviembre de 1885).

## En la cultura popular
La historia del Padre Damián fue llevada al cine en el film Molokai: The Story of Father Damien (1999). Mariana fue interpretada por la actriz sudafricana Alice Krige.